# 莫干山96号
莫干山96号位於浙江省湖州市德清縣莫干山景區內。
1932年，叶揆初在莫干山，瓦楞铁皮屋面，开老虎窗，设连续的平顶拱外廊，呈L形环绕。门牌编为莫干山96号。
2006年5月，莫干山96号作为莫干山別墅群的一部分，被國務院列為第六批全國重點文物保護單位。

## 外部連結
- 莫干山